# کراوتسوویزنا
کراوتسوویزنا (به لهستانی:  Krawcowizna) یک روستا در لهستان است که در گمینا ستراخووکا واقع شده‌است.